# 한계주의
한계주의는 부차적, 한계적 효용성과 관련하여 상품과 서비스 가치의 불일치를 설명하려고 시도하는 경제학 이론이다. 왜 다이아몬드의 가격이 물보다 더 비싼지(다이아몬드가 물보다 더 큰 만족도를 주는지)의 이유를 설명한다. 그러므로 물이 더 큰 효용성이 있지만 다이아몬드는 더 큰 한계효용이 있다는 것이다.
한계주의는 주류경제학이론에서 중요한 부분이다.

## 역사
고전 경제학의 노동가치론은 재화의 가치가 노동 시간과 자체적인 가치에 의해 결정된다고 보았다. 하지만 왜 재화의 유용성과 교환가치에 차이가 있는지는 설명하지 못했다. 1870년대 즈음, 카를 멩거, 레옹 발라스, 윌리엄 제번스는 객관가치론을 논파하고 주관가치론을 주장했다.
한계주의의 도래는 경제 패러다임의 변화를 일으켰고 신고전주의를 설립하는 주춧돌이 되었다.

## 주요 옹호자
한계주의는 서로 비슷한 시기에 다른 대학에서 연구하던 경제학자들에 의해 개별적으로 발견되었기 때문에 학파에 따라 약간의 차이가 있다.
- 오스트리아 학파: 카를 멩거, 조지프 슘페터, 프리드리히 하이에크
- 로잔 학파: 레옹 발라스, 빌프레도 파레토
- 제번 학파: 윌리엄 제번스, 앨프리드 마셜, 아서 세실 피구